# Volley Menen
O Volley Menen, também conhecido como Decospan Volley Team Menen por questão de patrocínio, é um clube de voleibol masculino belga, fundado em 1953, na cidade de Menen, na província de Flandres Ocidental, Bélgica. Atualmente o clube disputa a Lotto Volley, a primeira divisão do campeonato belga.

## Histórico
O Volley Menen foi fundado em 1953, com o nome de Smashing Menen, pela força policial de Menen, no Cafe 't Zwaantje.
Em 2007 a equipe de Menen chegou pela primeira vez em sua história na final da Copa da Bélgica, onde foi derrotado por 3–0 pelo Noliko Maaseik.
Na temporada 2011–12, o clube alcançou as semifinais da Taça Challenge, onde foi derrotado pelo polonês AZS Częstochowa.
Em 2022, a equipe foi vice-campeã nacional após ser superada nas três partidas disputadas nas finais contra o Knack Roeselare.

## Títulos
Campeonato Belga
- Vice-campeão: 2021–22

 Copa da Bélgica
- Vice-campeão: 2006–07